# Coming for You
Coming for You è un singolo del gruppo musicale statunitense The Offspring, pubblicato nel 2015.
Il brano appare sei anni dopo nel decimo album in studio del gruppo, ovvero Let the Bad Times Roll (2021).

## Videoclip
È stato girato anche un video per questa canzone, ambientato in una sorta di fight club per pagliacci.

## Tracce
- Download digitale

1. Coming for You – 3:48

## Formazione
- Dexter Holland – voce, chitarra, basso
- Noodles – chitarra, cori
- Pete Parada – batteria